# South Thormanby Island
South Thormanby Island är en ö i Kanada.   Den ligger i Thormanby Islands i Sunshine Coast Regional District och provinsen British Columbia, i den sydvästra delen av landet, 3 600 km väster om huvudstaden Ottawa. Arean är 7,3 kvadratkilometer.
Terrängen på South Thormanby Island är platt. Öns högsta punkt är 145 meter över havet. Den sträcker sig 4,8 kilometer i nord-sydlig riktning, och 2,9 kilometer i öst-västlig riktning.